# تايغوكغي
تايغوكغي (بالكورية: 태극기 휘날리며) هو فيلم أكشن دراما كوري جنوبي من بطولة جانغ دونغ غون وون بين، ويحكي قصة شقيقين جُنِّدا قسرًا في الجيش الكوري الجنوبي مع اندلاع الحرب الكورية.
صنع كانغ جي غيو لنفسه اسمًا لامعًا بإخراجه فيلم "شيري"، واستطاع استقطاب أفضل المواهب ورأس المال لمشروعه الجديد، حيث أنفق 12.8 مليون دولار أمريكي على الإنتاج. أصبح الفيلم من أنجح الأفلام في تاريخ السينما الكورية الجنوبية حتى ذلك الوقت، حيث جذب 11.74 مليون مشاهد إلى دور العرض، متجاوزًا الرقم القياسي السابق لفيلم "سيلميدو"، وحقق إيرادات وصلت لـ 76.3 مليون دولار.

## روابط خارجية
- تايغوكغي على موقع IMDb (الإنجليزية)
- تايغوكغي على موقع ميتاكريتيك (الإنجليزية)
- تايغوكغي على موقع روتن توميتوز (الإنجليزية)
- تايغوكغي على موقع نتفليكس (الإنجليزية)
- تايغوكغي على موقع ألو سيني (الفرنسية)
- تايغوكغي على موقع Turner Classic Movies (الإنجليزية)
- تايغوكغي على موقع أول موفي (الإنجليزية)
- تايغوكغي على موقع بوكس أوفيس موجو (الإنجليزية)
- تايغوكغي على موقع فيلمافينيتي (الإسبانية)
- تايغوكغي على موقع قاعدة بيانات الأفلام السويدية (السويدية)